# جواب ضعیف
در ریاضیات، جواب ضعیفِ (جواب تعمیم یافته ی) یک معادله دیفرانسیل معمولی یا معادله دیفرانسیل با مشتقات جزئی، تابعی است که مشتقات آن در ناحیه‌ای که معادله دیفرانسیل تعریف شده، ممکن است موجود نباشند با این حال، به مفهومی (که به شکل دقیقی تعریف می‌شود) در معادله داده شده صدق کند. تعاریف مختلفی از مشتق ضعیف موجود است که برای رده‌های مختلف معادلات مناسب هستند. یکی از مهم‌ترین این تعاریف، بر اساس مفهوم توزیع بیان می‌شود.
اگر از زبان توزیع اجتناب کنیم؛ از یک معادله دیفرانسیل شروع کرده آن را به گونه‌ای بازنویسی می‌کنیم که (تا حد امکان) هیچ مشتقی از جواب معادله دیده نشود (این شکل جدید به فرمول بندی ضعیف موسوم است) و جواب‌های آن، جواب‌های ضعیف نامیده می‌شوند. شگفت‌انگیز است که یک معادله دیفرانسیل ممکن است جواب‌هایی داشته باشد که به مفهوم کلاسیک مشتق پذیر نیستند و فرمول بندی ضعیف، اجازه یافتن چنین جواب‌هایی را می‌دهد.
جواب‌های ضعیف اهمیت زیادی دارند زیرا عمده معادلات دیفرانسیلی که در مدل سازی پدیده‌های واقعی مواجهیم دارای جواب‌های به اندازه کافی هموار نیستند و بنابراین تنها راه حل این معادلات، استفاده از فرمول بندی ضعیف است. حتی وقتی معادله دیفرانسیل دارای جواب مشتق پذیر است، اغلب مناسب است که ابتدا وجود جواب‌های ضعیف را بررسی کنیم و در واقع بعد از آن، نشان دهیم که این جواب‌ها جواب‌های هموار هستند.

## مثال کاربردی
به عنوان مثالی از این مفهوم، معادله مرتبه اول معادله موج را در نظر بگیرید:
{\displaystyle {\frac {\partial u}{\partial t}}+{\frac {\partial u}{\partial x}}=0\quad \quad (1)}
که در آن نماد مشتق جزئی به کار رفته‌است و u تابع دو متغیر حقیقی است. فرض کنیم که u به طور پیوسته مشتق پذیر در فضای اقلیدسی R2 است. با ضرب معادله (۱) در تابع هموار {\displaystyle \varphi \,\!} با محمل فشرده و انتگرال گیری بدست می‌آوریم:
{\displaystyle \int _{-\infty }^{\infty }\int _{-\infty }^{\infty }{\frac {\partial u(t,x)}{\partial t}}\varphi (t,x)\,\mathrm {d} t\,\mathrm {d} x+\int _{-\infty }^{\infty }\int _{-\infty }^{\infty }{\frac {\partial u(t,x)}{\partial x}}\varphi (t,x)\,\mathrm {d} t\,\mathrm {d} x=0.}
استفاده از قضیه فوبینی جهت تغییر ترتیب انتگرال‌ها و همچنین انتگرال‌گیری جزء به جزء (در t برای جمله اول و در x برای جمله دوم) این معادله به صورت زیر می‌شود:
{\displaystyle -\int _{-\infty }^{\infty }\int _{-\infty }^{\infty }u(t,x){\frac {\partial \varphi (t,x)}{\partial t}}\,\mathrm {d} t\,\mathrm {d} x-\int _{-\infty }^{\infty }\int _{-\infty }^{\infty }u(t,x){\frac {\partial \varphi (t,x)}{\partial x}}\,\mathrm {d} t\,\mathrm {d} x=0.\quad \quad (2)}
(توجه کنید که هرچند که انتگرال‌ها از −∞ تا ∞ هستند اما انتگرال‌ها اساساً روی یک ناحیه محدود هستند زیرا {\displaystyle \varphi \,\!} با محمل فشرده است و این اجازه می‌دهد تا در انتگرال گیری جزء به جزء، جمله مربوط به مرز صفر شود)
نشان دادیم معادله (۱)، معادله (۲) را نتیجه می‌دهد مادامی که u به‌طور پیوسته مشتق پذیر است. نکته کلیدی در مفهوم جواب ضعیف این توابع u وجود دارند که در معادله (۲) صدق می‌کنند و مشتق پذیر نیستند و بنابراین در معادله (۱) صدق نمی‌کنند. یک مثال ساده از چنین تابعی  |u(t, x) = |t − x است. به راحتی با انتگرال گیری جزء به جزء به‌طور مجزا روی ناحیه بالا و پایین خط x=t، می‌توان بررسی کرد که این تابع در معادله (۲) صدق می‌کند. یک جواب u از معادله (۲) یک جواب ضعیف از معادله (۱) نامیده می‌شود.

## انواع دیگر جواب ضعیف
مفهوم جواب ضعیف بر اساس توزیع، گاهی اوقات نامناسب است. در مورد سیستم‌های هذلولوی، مفهوم جواب ضعیف مبتنی بر توزیع یکتایی جواب را تضمین نمی‌کندو لازم است آن را با شرایط آنتروپی یا برخی معیارهای دیگر مجهز کرد. در PDE کاملاً غیر خطی، مانند معادله همیلتون–ژاکوبی وجود دارد یک تعریف کاملاً متفاوت از جواب ضعیف ارائه می‌شود که به نام جواب ویسکوزیته موسوم است.